# Pfarrhaus (Unterelsbach)

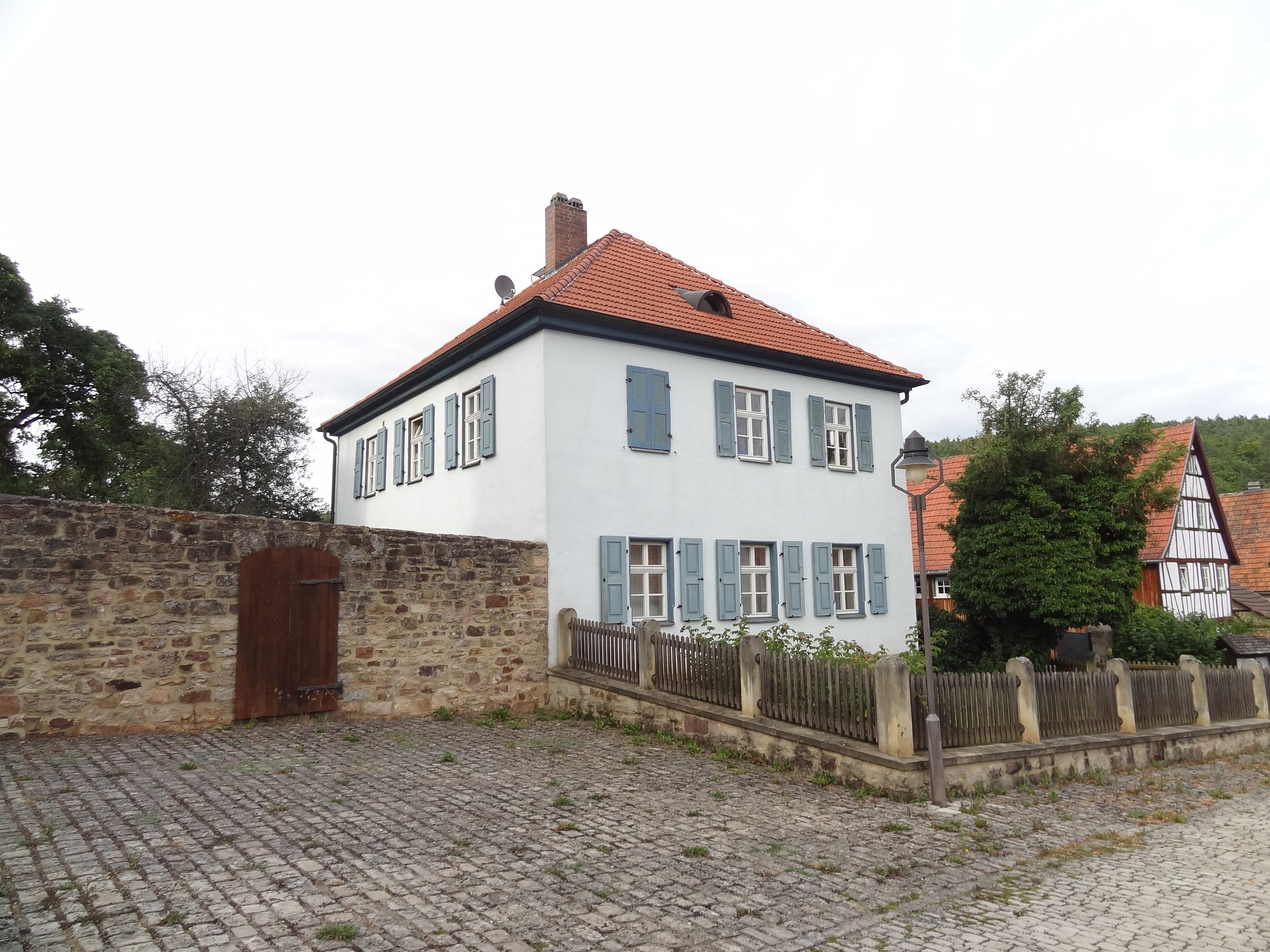
Das Pfarrhaus in Unterelsbach

Das Pfarrhaus in Unterelsbach, einem Ortsteil von Oberelsbach im unterfränkischen Landkreis Rhön-Grabfeld, wurde in der ersten Hälfte des 19. Jahrhunderts im spätklassizistischen Stil errichtet. Das Pfarrhaus in der Hauptstraße 60 ist ein geschütztes Baudenkmal.
Das Gebäude ist zweigeschossig mit verputztem Fachwerkobergeschoss und Walmdach. Es hat drei zu drei Fensterachsen und eine Haustür mit Oberlicht. An der Hofseite befindet sich eine Freitreppe.